# Nagelmuseum Löchgau
Das Nagelmuseum Löchgau ist ein Museum zum Thema Nagel in Löchgau und nach eigenen Angaben das einzige Museum Deutschlands zu diesem Thema. Träger ist die Gemeinde Löchgau.

## Geschichte
1995 rettete, nach eigenen Angaben, der damalige Gemeinderat und zweite Bürgermeister, Paul Happold, den restlichen Bestand an Nägeln der ehemaligen Nagelfabrik Röcker vor der Entsorgung. Im Untergeschoss der Jakob-Löffler-Schule entstand so im November 1998 auf 80 Quadratmetern das Nagelmuseum. 2011 zog es, organisiert vom Arbeitskreis Dorfbild Löchgau, in die Obere Straße um und vergrößerte sich auf 250 Quadratmeter. Die Südwest Presse schrieb 2018 „Heute ist dort alles rund um den Nagel zu finden. Handgeschmiedete Nägel aus dem Schloss Solitude, ein Nagel vom Dachstuhl der Wittenberger Schlosskirche, Schiffsnägel aus Sardinien oder Nägel, die aus alten Zeiten der Transsibirischen Eisenbahn stammen.“ Insgesamt beherbergt das Museum rund 4500 Nagelarten. Nagelmaschinen, eine Skulptur aus Nägeln, ein Nagelkreuz von Coventry, ein Nagel aus einem Turm des Limes bei Koblenz und ein Gemälde des ehemaligen Fabrikgeländes gehören auch zur Ausstellung. 2020 stellte der Künstler Hans-Peter Fischer in dem Museum seine Kunst aus.

## Weblink
- Website des Museums